# 佩尔·马蒂亚斯·耶斯佩森
佩尔·马蒂亚斯·耶斯佩森（挪威語：Per Mathias Jespersen，1888年3月29日—1964年7月13日），挪威男子体操运动员。他曾获得1908年夏季奥运会体操比赛男子团体全能银牌。他也参加了届间运动会，并在体操男子团体全能小项上获得金牌。